# Eresinopsides bichroma
Eresinopsides bichroma är en fjärilsart som beskrevs av Embrik Strand 1911. Eresinopsides bichroma ingår i släktet Eresinopsides och familjen juvelvingar. Inga underarter finns listade i Catalogue of Life.